# Сайраново (Туймазинский район)
Сайраново (баш. Сайрән) — село в Туймазинском районе Башкортостана, административный центр Сайрановского сельсовета.

## Население
| 2002 | 2009 | 2010 |
| ---- | ---- | ---- |
| 592  | ↗675 | ↗688 |

Национальный состав
Согласно переписи 2002 года, преобладающие национальности — башкиры (62 %), татары (27 %).

## Географическое положение
Расстояние до:
- районного центра (Туймазы): 42 км,
- ближайшей ж/д станции (Кандры): 12 км.

## Люди, связанные с селом
- Ганиев, Мунир Миргалимович (род. 14 марта 1940) — агроном. Кандидат биологических наук (1967), профессор (1999).
- Гареев, Ауфар Миннигазимович (род. 28 октября 1946) — географ-гидролог. Доктор географических наук (1991), профессор (1992).